# 21033 Akahirakiyozo
21033 Akahirakiyozo este o planetă minoră (asteroid), cu un diametru de 3,121 km, din centura de asteroizi. A fost descoperită pe 21 octombrie 1989 la Kitami Observatory⁠(d) de Kin Endate. 
Obiectul prezintă o orbită caracterizată de o semiaxă mare de 2,2985217 UAi, o excentricitate de 0,18, o înclinație de 1,68979 ° în raport cu ecliptica.